# Культура согласия

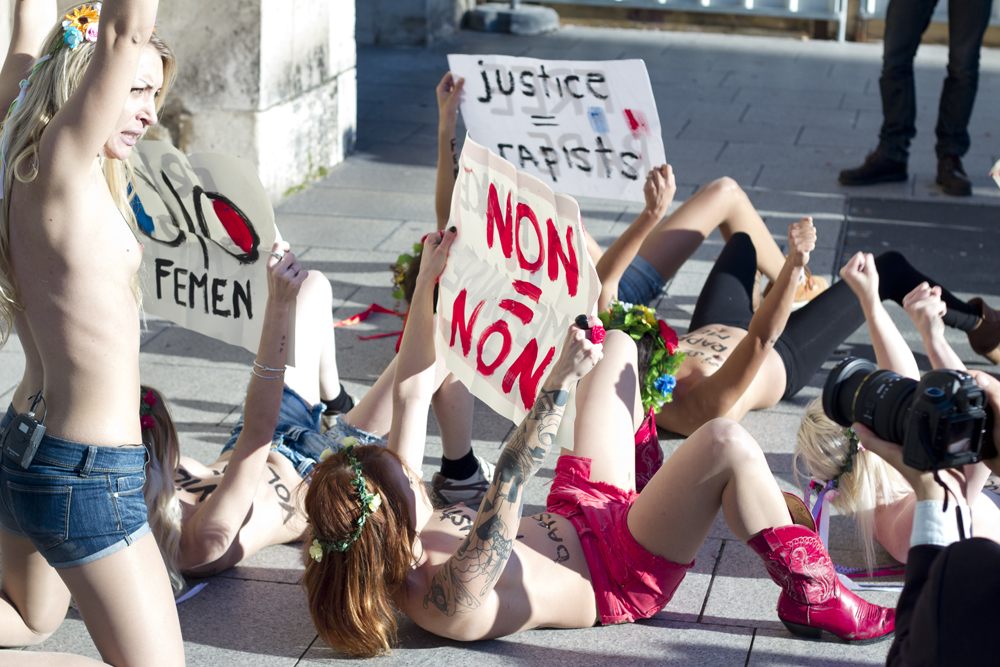
Активистки Femen с плакатом
«Нет — значит нет» на демонстрации

Культу́ра согла́сия — секс-позитивное движение, продвигающее идею активного согласия всех участников сексуализированного или эротического взаимодействия. Сексуальная активность без активного согласия считается изнасилованием или другим видом насилия. В конце 1980-х академик Лоис Пино утверждала, что общество должно двигаться к более коммуникативной модели сексуальности, чтобы согласие стало более явным и ясным, объективным и многоуровневым, с более всеобъемлющей моделью, чем «нет означает нет» или «да означает да». Многие университеты начали кампании за активное согласие. Креативные кампании с привлекающими внимание лозунгами и изображениями, продвигающими активное согласие, могут быть эффективными инструментами для повышения осведомленности о сексуальном насилии в образовательной среде и смежных общественных институтах.
В Канаде «согласие» означает: добровольное согласие человека на сексуальное взаимодействие без злоупотребления или эксплуатации доверия, власти или авторитета, принуждения или угроз. Согласие также можно отозвать в любой момент.
С конца 1990-х годов были предложены новые модели сексуального согласия. В частности, развитие модели «да означает да» и утвердительных моделей, таких как определение Холла: «добровольное одобрение того, что сделано или предложено другим; разрешение; согласие во мнениях или настроениях». Хикман и Мюленхард заявляют, что согласие должно быть «свободное вербальное или невербальное сообщение о чувстве готовности участвовать в сексуальной активности». Утвердительное согласие может быть ограничено, поскольку лежащие в основе индивидуальные обстоятельства, связанные с согласием, не всегда могут вписываться в бинарную концепцию «да означает да, нет значит нет».

## Элементы согласия
В научной литературе определения, касающиеся согласия и того, как его следует сообщать, противоречивы, ограничены или не имеют консенсуса. Доктор Джеймс Роффи, старший преподаватель криминологии в Школе социальных наук Университета Монаша, утверждает, что юридическое определение должно быть универсальным, чтобы избежать путаницы в юридических решениях. Он также показывает, как моральное понятие согласия не всегда согласуется с правовой концепцией. Например, некоторые взрослые братья и сёстры или другие члены семьи могут добровольно вступать в отношения, однако правовая система по-прежнему считает это инцестом и, следовательно, преступлением. Роффи утверждает, что использование определённых формулировок в законодательстве относительно этих семейных сексуальных действий манипулирует читателем, заставляя их рассматривать их как аморальные и преступные, даже если все стороны соглашаются. Точно также некоторые подростки, не достигшие совершеннолетия, могут сознательно и добровольно вступать в сексуальные отношения. Однако это считается незаконным. Хотя существует необходимость в возрасте согласия, он не допускает различных уровней осведомлённости и зрелости. Так моральное и юридическое понимание проблемы не всегда совпадают.
Некоторые люди не могут дать согласие, или даже если они могут устно заявить о своём согласии, они считаются неспособными дать информированное или полное согласие (например, несовершеннолетние моложе возраста согласия или лица в состоянии алкогольного опьянения). Люди также могут соглашаться на нежелательную сексуальную активность по разным причинам.
В Канаде подразумеваемое согласие не использовалось в качестве защиты для сексуального посягательства со времён процесса Верховного суда Канады в 1999 году по делу Р против Эванчука, где суд единогласно постановил, что согласие должно быть явным, а не просто «подразумеваемым». В Соединённых Штатах у защиты может быть шанс убедить суд в том, что согласие каким-то образом подразумевалось жертвой. Многие действия могут быть восприняты судом как подразумеваемое согласие: наличие предыдущих отношений с предполагаемым насильником (например, дружба, свидание, сожительство или брак), согласие на сексуальный контакт в предыдущих случаях, флирт или ношение «провокационной» одежды.

## Образовательные инициативы

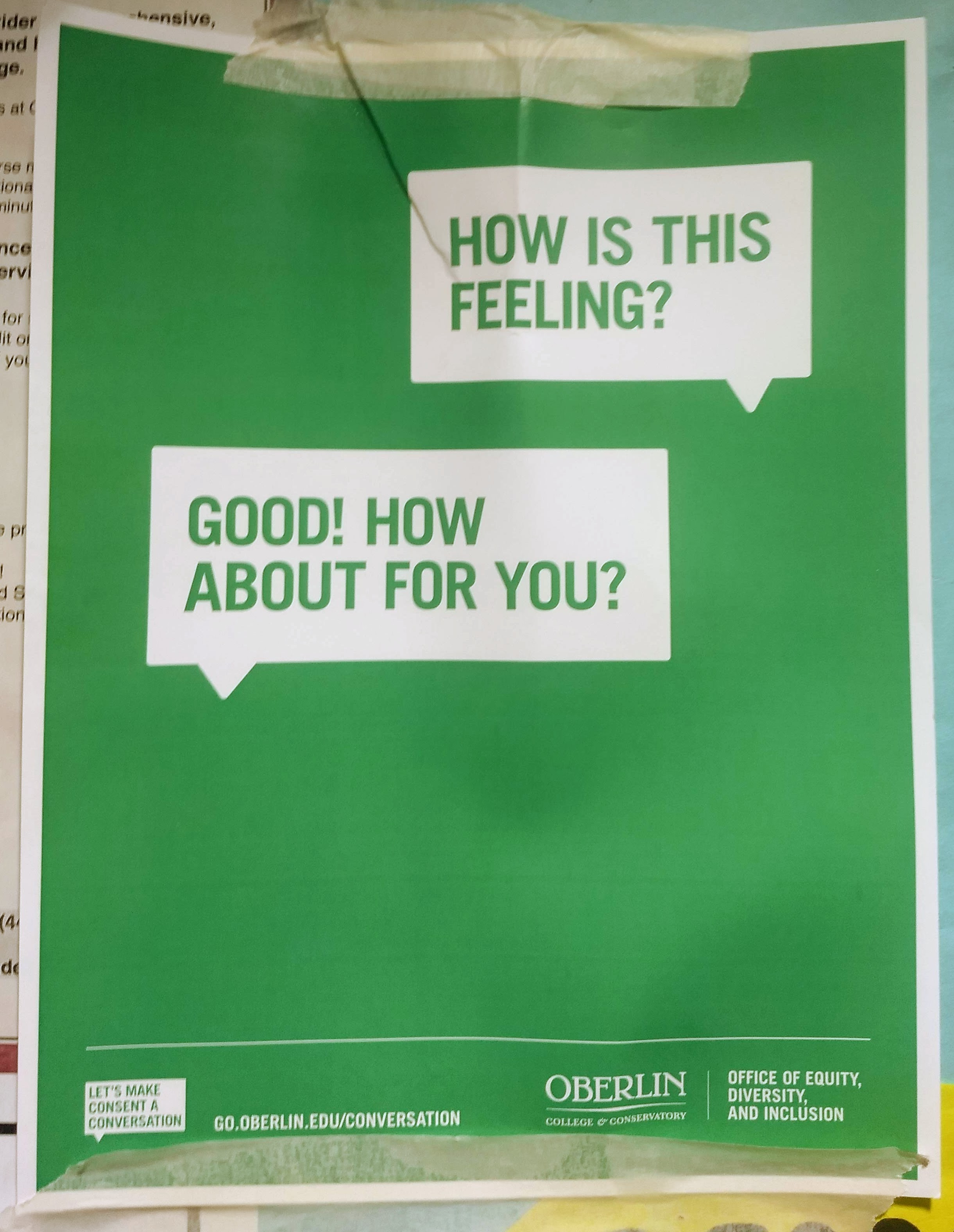
Листовка образовательной программы
об активном согласии:
«— Как ты относишься к этому?
— Хорошо, а ты?»

Образовательные инициативы, создающие программы полового воспитания направлены на включение и обсуждение вопросов сексуального согласия в учебных программах начальных, средних школ и колледжей. В Великобритании этим занимается Ассоциация личного социального здоровья и экономического образования (PSHEA). Эта организация работает над составлением и внедрением планов уроков полового воспитания в британских школах. Они освещают темы «сексуальных отношений по обоюдному согласию», «значения и важности согласия», а также «мифов об изнасиловании». Проект «Schools Consent Project» организовывает семинары по половому воспитанию для учащихся в возрасте 11—18 лет, охватывающих такие темы, как домогательства, шантаж и секстинг. В США Калифорнийский университет Беркли использует принципы активного согласия в сфере образования и в ежедневные правила для университетского сообщества. В Канаде правительство Онтарио представило пересмотренную учебную программу полового воспитания для школ Торонто, включающие в себя новые дискуссии о сексе и активном согласии, здоровых отношений и общении.

### «Нет — значит нет»
Канадская федерация студентов (CFS) создала кампанию «Нет — значит нет» в 1990-х годах, чтобы повысить осведомлённость студентов университетов о «сексуальном насилии, навязанных сексуальных активностях и принуждении на свиданиях» и снизить частоту возникновения этих проблем. CFS разработала кампанию «Нет — значит нет», которая включала исследование сексуального насилия и изготовление и распространение значков, наклеек, плакатов и открыток «Нет — значит нет» и другой информацией. Основная цель кампании внедрить подход, основанный на нетерпимости к сексуальному насилию и домогательствам, и обучить студентов этим вопросам.
Однако возникла обеспокоенность по поводу этого подхода, потому что некоторые люди не могут сказать «нет», если они без сознания, находятся в состоянии опьянения или сталкиваются с угрозами или принуждением, причём проблема принуждения особенно важна в случаях, когда существует дисбаланс сил между двумя людьми в сексуальном контакте. Чтобы решить эту проблему, был изменён принцип «нет — значит нет» на «да — значит да» (активное согласие), чтобы гарантировать, что люди не будут подвергаться сексуальным действиям по отношению к ним из-за того, что они не говорят нет или не сопротивляются.
Шерри Колб критикует подход «нет — значит нет» на том основании, что он делает сексуальный контакт вариантом «по умолчанию», когда два человека соглашаются остаться наедине в ситуации, похожей на свидание, по крайней мере, пока женщина не скажет «нет» партнёру, имеющему преимущество.

### «Да — значит да»
Подход «Да — значит да» предполагает общение и активное участие вовлеченных людей. Это подход, одобренный колледжами и университетами США, которые описывают активное согласие как «утвердительное, недвусмысленное и сознательное решение каждого участника участвовать в согласованной сексуальной активности». Декан колледжа Клермонт МакКенна Мэри Спеллман говорит, что принцип «да, значит да» можно выразить и невербально, определив: «Я/другой человек активно участвует? … Прикасаются ли он ко мне, когда я прикасаюсь к нему? Когда я предлагаю какое-то взаимодействие? Все это — признаки того, что человек является активным участником всего, что происходит».
По словам Юн-Хендрикса, штатного писателя журнала «Sex, Etc.»: "Вместо того, чтобы говорить «Нет — значит нет»,"Да — значит да" рассматривает секс как положительный момент". Постоянное согласие запрашивается на всех уровнях сексуальной близости, независимо от отношений между сторонами, предыдущего сексуального опыта или текущей активности. «Соприкосновение тел на танцполе не является согласием на дальнейшую сексуальную активность», — гласит политика университета. По определению, утвердительное согласие не может быть дано, если человек находится в состоянии алкогольного опьянения, без сознания или во сне.
В описание сексуального согласия часто включаются три столпа, или «то, как мы сообщаем другим, что мы делаем, будь то поцелуй на ночь или активности, предшествующие сексу»:
- Точное знание того, на что и в какой степени я согласен
- Выражение своего намерения участвовать
- Принятие решения свободно и добровольно участвовать[17]

## Законодательство
В юридической теории существует две основные модели законодательства против изнасилования и других форм сексуального насилия:
- Модель, основанная на принуждении: «половой акт квалифицируется как изнасилование, если он был совершен с принуждением, насилием, применением физической силы или угрозы насилия или физической силы».
- Модель, основанная на согласии, «половой акт считается изнасилованием, если на него не давали согласия»[18].

Основное преимущество модели, основанной на принуждении, состоит в том, что она затрудняет ложное обвинение в изнасиловании или нападении и, таким образом, обеспечивает достойную защиту правового положения и социальной репутации невиновных подозреваемых. Модель, основанная на согласии, пропагандируется как лучшая альтернатива для усиленной правовой защиты жертв и возлагает на потенциальных преступников большую ответственность за осознанное взятие согласия перед началом полового акта. Эта модель акцентирует внимание на том, действительно ли потенциальная жертва дает согласие на начало полового акта или нет, и воздержании от него до тех пор, пока активное согласие не получено.
По состоянию на 2018 год в международном праве формируется консенсус о предпочтительности модели, основанной на согласии, стимулированной, в частности, Комитетом CEDAW, Справочником ООН по законодательству о насилии в отношении женщин, Международным уголовным судом. А также Стамбульской конвенцией. Однако на международном уровне не было согласования юридических определений того, что составляет сексуальное согласие; такие определения отсутствуют в документах по правам человека.